# 2000 CR105

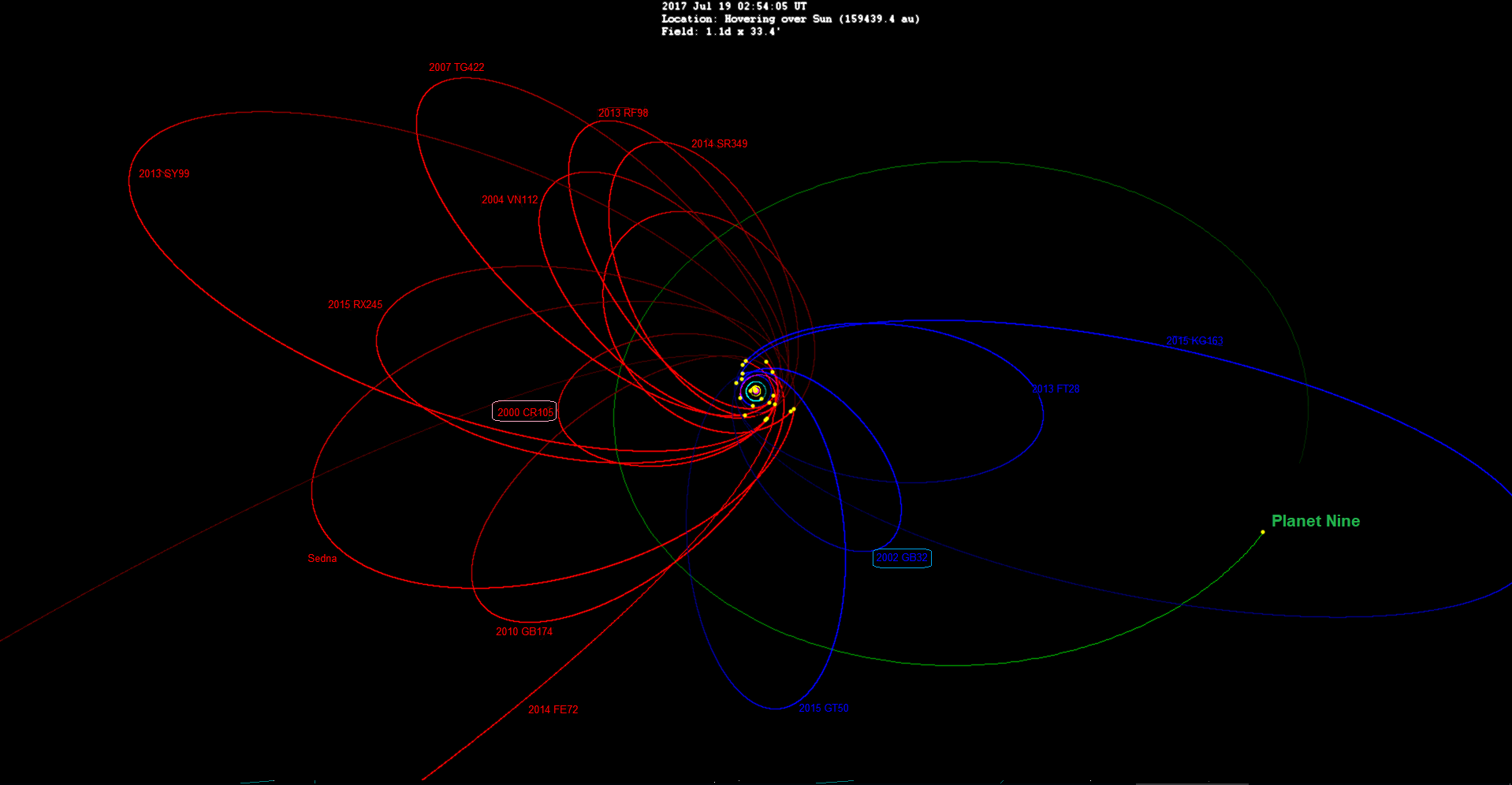
2000 CR105

2000 CR105, också skriven som 2000 CR105, är det fjärde mest avlägsna kända objektet i solsystemet efter Eris, 2000 OO67 och Sedna. Den kretsar runt solen i mycket excentrisk omloppsbana med en omloppstid på 3 214 år på ett medelavstånd på 218 AU.
Den upptäcktes av den amerikanske astronomen Marc William Buie.
2000 CR105 har en uppskattad diameter på 253 km, beräknat på en antagen albedo på 0,09. Denna lilla storlek hindrar troligtvis den från att utnämnas till dvärgplanet.
2000 CR105 och Sedna är i likhet med andra extended scattered disc objekt, i deras perihelium, inte påverkade av Neptunus gravitation. Det är något av ett mysterium hur dessa himlakroppar kom att hamna i de vidsträckta omloppsbanor de idag har. En hypotes är att de drogs ur sina ursprungliga omloppbanor av en passerande stjärna eller en mycket avlägsen ej upptäckt (mycket osannolik) gasplanet.